# Шифферс, Эммануил Степанович
Эммануи́л Степа́нович Ши́фферс (22 апреля [4 мая] 1850, Санкт-Петербург — 30 ноября [12 декабря] 1904, Санкт-Петербург) — русский шахматист.

## Биография
Происходил из немецкой семьи, его родители переселились в Россию в начале XIX века из Пруссии. Хотя родители Шифферса долгое время проживали в России, они оставались подданными Пруссии. Эммануил Шифферс родился 22 апреля (4 мая) 1850 года, его назвали Эмануэлем Карлом Георгом. Отчество «Степанович» образовалось от второго имени его отца, которого звали Иоханн Стефан. Российское подданство Эммануил Шифферс получил в 1882 году.
В 1867 году Шифферс окончил Ларинскую гимназию и поступил в Петербургский университет на юридический факультет, а затем перевёлся на физико-математический факультет. Однако университет он не окончил и был отчислен 28 марта 1871 года. Спустя 14 лет — 7 августа 1885 года он получил диплом домашнего учителя.
Будучи студентом, Шифферс стал завсегдатаем известного петербургского кафе «Доминик», в котором встречались лучшие шахматисты.
В начале 1870-х годов, до появления Михаила Чигорина, Шифферс был сильнейшим шахматистом в петербургских турнирах. К 1873 году он стал сильнейшим (по-видимому) шахматистом России. В 1874/1875 году Шифферс победил в турнире-гандикапе «Немецкого собрания», опередив И. С. Шумова и М. И. Чигорина.

Вообще, 1874—1878 годы можно считать «годами Шифферса». Он был тогда первым в Петербурге, первым в России. Стареющий Шумов отодвинулся на второй план, молодой Чигорин только набирал силу.

Шифферс и Чигорин были ровесниками, однако Шифферс начал играть в шахматы ещё в конце 1860-х годов, а Чигорин начал слишком поздно, только в возрасте 23 лет.
С середины 1870-х годов Михаил Чигорин, который получал уроки шахмат у Шифферса, превзошёл своего учителя. В 1876 году Чигорин выиграл матч у Шифферса со счетом +7-3=0 и стал лучшим шахматистом России. Однако в дальнейшем Шифферсу неоднократно удавалось выигрывать у Чигорина. Уже в следующем матче с Чигориным Шифферсу удалось взять реванш — +7-6=1. В последующие годы Шифферс ещё несколько раз играл матчи против Чигорина, однако в дальнейшем матчи выигрывал только Чигорин, хотя матчи всегда протекали в упорной борьбе. В 1879 году Шифферс проиграл +4-7=2, а в 1881 году счёт +1-7=3. Общий счёт во встречах Чигорина с Шифферсом — +41-19=15 в пользу Чигорина.
В 1887 году Шифферс впервые принял участие в крупном международном турнире во Франкфурте-на-Майне. Шифферс занял 10-е место среди 21 участника. В 1894 году играл на международном турнире в Лейпциге, где разделил 8—9-е места.
В 1895 году в Англии проводился знаменитый Гастингский турнир, в котором приняли участие сильнейшие шахматисты того времени. От России в турнире участвовали Михаил Чигорин и Эммануил Шифферс. В этом турнире неожиданную победу одержал молодой американец Гарри Пильсбери (16,5 очков из 21 возможного), второе место занял Михаил Чигорин (16 очков). На третьем, четвёртом и пятом местах разместились соответственно Эмануил Ласкер, Зигберт Тарраш и Вильгельм Стейниц. Эммануил Шифферс занял 6-е место, набрав 12 очков. Среди побежденных им оказались недавний претендент на шахматную корону Чигорин и будущие соискатели К. Шлехтер и Д. Яновский.
В апреле — мае 1896 года в Ростове-на-Дону был проведён матч из двенадцати партий между Шифферсом и экс-чемпионом мира Вильгельмом Стейницем. Матч был организован после Петербургского международного турнира. Средства на проведение матча выделили меценаты помещик Жеребцов и углепромышленник Иловайский. Матч проходил в упорной борьбе. Стейниц победил со счётом +6-4=1.
В 1896 году Шифферс принял участие в международном турнире в Нюрнберге. Победу в этом турнире одержал чемпион мира Эмануил Ласкер. Шифферс разделил 9—10-е места с Чигориным.
В 1899/1900 и 1901 годах проводились два всероссийских шахматных турнира. В обоих турнирах победил Михаил Чигорин, а Эммануил Шифферс занимал вторые места.
Шифферс занимался литературной деятельностью. В 1894—1898 годах он был редактором петербургского «Шахматного журнала». В 1891—1904 годах он вёл шахматные разделы в газетах «Новости», «Петербургская газета», в приложениях к журналу «Нива». Написал популярное руководство «Самоучитель шахматной игры». Отдельные фрагменты книги публиковались в 1890-х годах в различных журнальных статьях. Рукопись была подготовлена к изданию в 1904 году. Но 29 ноября (12 декабря) 1904 года  Шифферс умер. Впервые книга была напечатана в 1907 году (6-е изд. — Петроград, 1919). В дальнейшем это руководство много раз переиздавалось. Последний раз книга Шифферса под редакцией мастера В. И. Ненарокова была переиздана в 1926 году.

Без преувеличения можно сказать: и по глубине изложения, и по доступности, и по качеству помещённого материала учебник стал явлением выдающимся. Три поколения отечественных шахматистов прошли шахматную школу «по Шифферсу». Не случайно ещё при жизни автора его называли «всероссийским шахматным учителем».

## Спортивные результаты
| Год                       | Город                           | Соревнование                                            | +  | −  | =  | Результат    | Место                      |
| ------------------------- | ------------------------------- | ------------------------------------------------------- | -- | -- | -- | ------------ | -------------------------- |
| 1874                      | Санкт-Петербург                 | Матч с Филдом (чемпионом Английского клуба)             | 4  | 0  | 1  | 4,5 : 0,5    |                            |
| 1874 / 75                 | Санкт-Петербург                 | Турнир-гандикап Немецкого шахматного собрания           | 24 | 3  | 0  | 24 из 27     | 1                          |
| 1875                      | Санкт-Петербург                 | Турнир в рамках гастролей Ш. А. Винавера (двухкруговой) |    |    |    |              | 2                          |
| 1877                      | Санкт-Петербург                 | Матч с Ф. К. Амелунгом                                  | 6  | 2  | 4  | 8 : 4        |                            |
| 1878                      | Санкт-Петербург                 | 1-й матч с М. И. Чигориным                              | 3  | 7  | 0  | 3 : 7        |                            |
|                           | Санкт-Петербург                 | 2-й матч с М. И. Чигориным                              | 7  | 6  | 1  | 7,5 : 6,5    |                            |
| 1878 / 79                 | Санкт-Петербург                 | Турнир сильнейших шахматистов России                    | 5  | 2  | 1  | 5,5 из 8     | 3-4                        |
| 1879                      | Санкт-Петербург                 | 3-й матч с М. И. Чигориным                              | 4  | 7  | 2  | 5 : 8        |                            |
|                           | Санкт-Петербург                 | Матч с С. З. Алапиным                                   | 4  | 2  | 1  | 4,5 : 2,5    |                            |
|                           | Санкт-Петербург                 | Матч с Е. А. Шмидтом                                    | 4  | 3  | 2  | 5 : 4        |                            |
| 1880                      | Санкт-Петербург                 | 4-й матч с М. И. Чигориным                              | 1  | 7  | 3  | 2,5 : 8,5    |                            |
|                           | Санкт-Петербург                 | Турнир-гандикап                                         |    |    |    | 22,5 из ???  | 1                          |
|                           | Санкт-Петербург                 | Турнир-гандикап                                         |    |    |    |              | 1-2                        |
|                           | Санкт-Петербург                 | Дополнительный матч с М. И. Чигориным (3 партии)        |    |    |    | Матч выигран |                            |
| 1887                      | Франкфурт-на-Майне              | V Конгресс Германского шахматного союза                 | 7  | 7  | 6  | 10 из 20     | 10                         |
| 1889                      | Бреслау                         | VI Конгресс Германского шахматного союза                | 3  | 8  | 6  | 6 из 17      | 17                         |
| 1890                      | Санкт-Петербург                 | Матч с Н. Е. Митропольским                              | 5  | 3  | 4  | 7 : 5        |                            |
| 1894                      | Ростов-на-Дону                  | Матч с Б. А. Янковичем                                  | 9  | 6  | 2  | 10 : 7       |                            |
|                           | Дрезден                         | IX Конгресс Германского шахматного союза                | 5  | 4  | 8  | 9 из 17      | 8-9                        |
| 1895                      | Санкт-Петербург                 | 5-й матч с М. И. Чигориным                              | 3  | 7  | 3  | 4,5 : 8,5    |                            |
|                           | Ростов-на-Дону                  | Матч с Б. А. Янковичем                                  | 7  | 2  | 0  | 7 : 2        |                            |
|                           | Гастингс                        | Международный турнир                                    | 9  | 6  | 6  | 12 из 21     | 6                          |
| 1896                      | Ростов-на-Дону                  | Матч с В. Стейницем                                     | 4  | 6  | 1  | 4,5 : 6,5    |                            |
|                           | Нюрнберг                        | Международный турнир                                    | 5  | 4  | 9  | 9,5 из 18    | 9-10                       |
| 1897                      | Санкт-Петербург                 | 6-й матч с М. И. Чигориным                              | 1  | 7  | 6  | 4 : 10       |                            |
|                           | Берлин                          | Международный турнир                                    | 6  | 6  | 6  | 9 из 18      | 11                         |
| 1898                      | Вена                            | Международный турнир                                    | 11 | 13 | 10 | 17 из 36     | 12                         |
|                           | Кёльн                           | XI Конгресс Германского шахматного союза                | 6  | 7  | 2  | 7 из 15      | 10-11                      |
| 1899                      | Москва                          | Всероссийский турнир                                    | 7  | 1  | 5  | 9,5 из 13    | 2                          |
| 1900 / 01                 | Москва                          | Всероссийский турнир                                    | 13 | 2  | 2  | 14 из 17     | 2                          |
| 1903                      | Киев                            | Всероссийский турнир                                    | 7  | 8  | 3  | 8,5 из 18    | 11-12                      |
| 1904                      | Санкт-Петербург                 | Матч с Е. А. Зноско-Боровским                           | 2  | 1  | 1  | 2,5 : 1,5    |                            |
| СОРЕВНОВАНИЯ ПО ПЕРЕПИСКЕ |                                 |                                                         |    |    |    |              |                            |
| 1893 — 1894               | 3-й турнир «Шахматного журнала» | 3-й турнир «Шахматного журнала»                         |    |    |    | 15,5 из 18   | 1                          |
| 1894 — 1896               | 4-й турнир «Шахматного журнала» | 4-й турнир «Шахматного журнала»                         |    |    |    |              |                            |
| 1897 — 1899               | 6-й турнир «Шахматного журнала» | 6-й турнир «Шахматного журнала»                         |    |    |    | Не закончил  | Результаты не опубликованы |